# Cambalida dippenaarae
Espèce
Cambalida dippenaarae est une espèce d'araignées aranéomorphes de la famille des Corinnidae.

## Distribution
Cette espèce se rencontre en Afrique australe. Elle a été observée en Afrique du Sud, au Mozambique, au Zimbabwe, au Botswana, en Namibie et en Zambie.

## Description

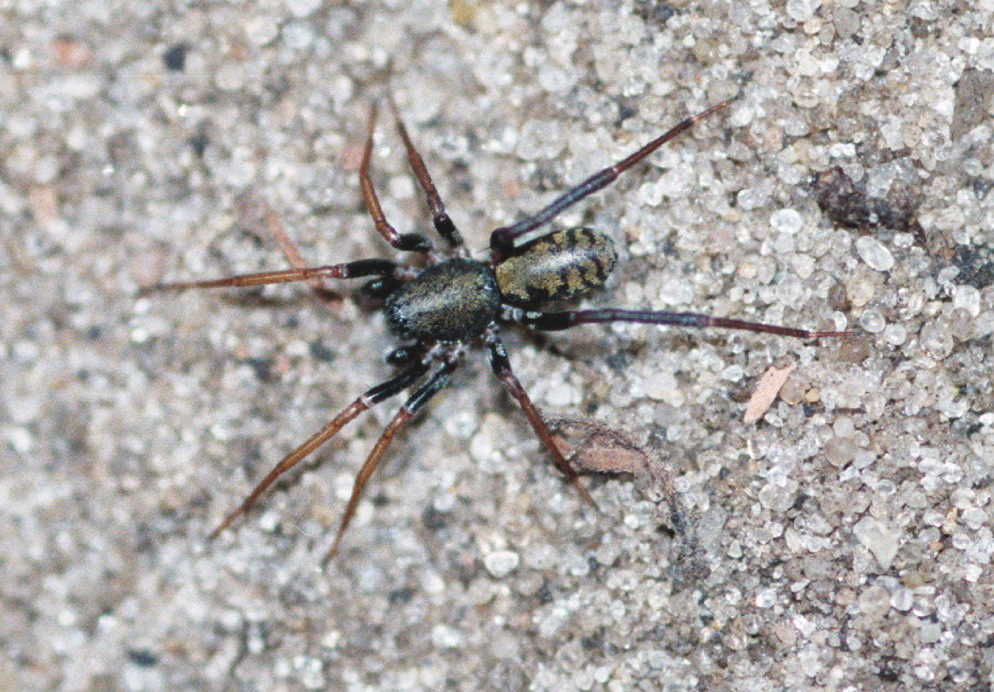
Cambalida dippenaarae ♂

La femelle holotype mesure 5,75 (– mm et le mâle paratype 5,45 (–) mm, les mâles mesurent de 4,47 à 5,45 mm et les femelles de 4,90 à 5,95 mm.

## Étymologie
Cette espèce est nommée en l'honneur d'Ansie S. Dippenaar-Schoeman.

## Publication originale
- Haddad, 2012 : A revision of the Afrotropical spider genus Cambalida Simon, 1909 (Araneae, Corinnidae). ZooKeys, 234, 67-119 (texte intégral).